# الکسی اشمیت
الکسی اشمیت (انگلیسی: Alexey Shmidt؛ زادهٔ ۱۷ آوریل ۱۹۸۳) دوچرخه‌سوار اهل روسیه است.